# Osikovo, Tărgoviște
Osikovo (în bulgară Осиково) este un sat în comuna Popovo, regiunea Tărgoviște,  Bulgaria. 

## Demografie
Componența etnică a satului Osikovo
     Bulgari (67,14%)
     Nicio identificare (32,85%)
     Altele (0%)
La recensământul din 2011, populația satului Osikovo era de 140 locuitori. Din punct de vedere etnic, majoritatea locuitorilor (67,14%) erau bulgari. Pentru 32,85% din locuitori nu este cunoscută apartenența etnică.